# Europäischer Rechnungshof
Koordinaten: 49° 37′ 23,4″ N, 6° 8′ 55,2″ O
Der Europäische Rechnungshof (kurz EuRH) ist ein Organ der Europäischen Union. Er wurde 1975 durch den Vertrag zur Änderung bestimmter Finanzvorschriften errichtet, nahm nach Inkrafttreten des Vertrages am 1. Juni 1977 noch im selben Jahr seine Arbeit als unabhängiges Kontrollorgan auf und wurde mit dem 1992 geschlossenen Vertrag von Maastricht 1993 den anderen Organen gleichgestellt. Durch die Verträge von Amsterdam und Nizza wurden seine Kompetenzen weiter ausgebaut. Auf Grundlage der Art. 285 bis 287 AEU-Vertrag prüft der EuRH fortlaufend die Rechtmäßigkeit und ordnungsgemäße Verwendung aller Einnahmen und Ausgaben der Europäischen Union. Sitz des Rechnungshofes ist Luxemburg.

## Zusammensetzung
Jeder Mitgliedstaat schlägt einen Vertreter für den EuRH vor, der fachlich geeignet und unabhängig ist. Diese werden einstimmig vom Ministerrat nach Anhörung und nicht bindendem Mehrheitsentscheid zunächst durch den Haushaltskontrollausschuss, dann durch das Plenum des Europäischen Parlaments für die Dauer von sechs Jahren ernannt. An der Spitze des EuRH steht ein Präsident, der aus den Reihen der Mitglieder für drei Jahre (Wiederwahl ist möglich) gewählt wird. Seit Oktober 2022 ist der Ire Tony Murphy Präsident. Die Mitglieder können für bestimmte Berichte oder Stellungnahmen Kammern bilden. Höchster Beamter des EuRH ist der Generalsekretär, der vom Rechnungshof ernannt wird und mit Verwaltungsaufgaben betraut ist.
Die Mitarbeiter (derzeit rund 900) bilden Prüfungsgruppen für spezifische Prüfvorhaben. Sie können jederzeit Prüfbesuche bei anderen  EU-Organen, in den Mitgliedstaaten sowie in solchen Ländern durchführen, die EU-Hilfen erhalten. Rechtliche Schritte kann er jedoch nicht unternehmen – Verstöße werden den anderen Organen mitgeteilt, damit entsprechende Maßnahmen ergriffen werden können.

## Aufgaben
Die Hauptaufgabe besteht darin, einen jährlichen Bericht über die Verwendung der Mittel der Europäischen Union vorzulegen. Der Bericht wird immer zum 30. November des Folgejahres erstellt und mit Stellungnahmen der Organe im Amtsblatt der Europäischen Union veröffentlicht. Bei Erstellung dieses Berichts sollen die anderen Organe der EU unterstützend wirken (Art. 287 AEUV). Er dient dem Europäischen Parlament als Hilfsmittel der Haushaltskontrolle und ist Grundlage für die Haushaltsentlastung der Kommission durch das Parlament.
Fällt der Bericht zufriedenstellend aus, legt der Rechnungshof diesen Institutionen eine Zuverlässigkeitserklärung vor und bestätigt damit das ordnungsgemäße Wirtschaften.

### Der EuRH und der Rücktritt der Santer-Kommission
Die Arbeit des Rechnungshofs erreichte 1998 und 1999 eine breite Öffentlichkeit, als das Europäische Parlament die Entlastung der Kommission versagte. Der Rücktritt der Santer-Kommission erfolgte dabei aufgrund der zu Tage getretenen Unregelmäßigkeiten, nicht aber als direkte Reaktion auf den Bericht des Rechnungshofes. Seit der Rechnungshof Zuverlässigkeitserklärungen abgibt (seit Beginn der 1990er Jahre), waren diese stets negativ.

### Zusammenarbeit mit dem Europäischen Parlament
Im Zuge des alljährlichen Entlastungsverfahrens der EU-Institutionen und sonstiger Einrichtungen entscheidet der Haushaltskontrollausschuss des Europäischen Parlaments über die Entlastungen auf Grundlage des Jahresberichts des Rechnungshofes, der üblicherweise im November veröffentlicht wird. Unmittelbar nach der Publikation dieser Analyse starten die alljährlichen parlamentarischen Anhörungen, die im Entlastungsverfahren vorgesehen sind.

### Abgrenzung zu OLAF
Der Rechnungshof ist nicht identisch mit dem Europäischen Amt für Betrugsbekämpfung (OLAF). Beide Organisationen arbeiten jedoch zusammen. Wenn der Rechnungshof während seiner Prüfungsarbeit auf Unregelmäßigkeiten oder mögliche Fälle von Betrug stößt, übergibt er diese zur weiteren Untersuchung an OLAF.

### Fehlen von Schutzmaßnahmen gegen Fehlausgaben
Obwohl der Zuverlässigkeitsrahmen die Höhe von Fehlausgaben reduzieren konnte, wurden zwischen 2014 und 2020 etwa 15 Milliarden Euro an Strukturgeldern der Kohäsionspolitik (die rund ein Drittel des EU-Haushalts ausmacht) falsch verwendet, was auf das Fehlen adäquater Schutzmaßnahmen gegen Regelverstöße zurückgeführt wird. Die Gesamtfehlerquote liegt nach Berechnungen des EuRH 2024 deutlich über der Wesentlichkeitsgrenze von zwei Prozent.

## Präsidenten
- 1977: Norman Price
- 1977–1981: Michael N. Murphy
- 1981–1984: Pierre Lelong
- 1984–1990: Marcel Mart
- 1990–1992: Aldo Angioi
- 1992–1995: André Middelhoek
- 1996–1999: Bernhard Friedmann
- 1999–2001: Jan O. Karlsson
- 2002–2005: Juan Manuel Fabra Vallés
- 2005–2008: Hubert Weber
- 2008–2016: Vítor Caldeira
- 2016–2022: Klaus-Heiner Lehne
- seit 2022: Tony Murphy